# Francesco Massaro (pallanuotista)
Francesco Massaro (Lavagna, 23 settembre 1998) è un pallanuotista italiano, portiere del Telimar Palermo..

## Palmarès

### Club
- Campionato italiano: 2

Pro Recco: 2017-18, 2018-19
- Coppe Italia: 2

Pro Recco: 2017-18, 2018-19
- Coppa del Montenegro: 1

Primorac: 2024-25

### Nazionale
- Universiadi

Napoli 2019: